# Područje oko Jopića špilje
Područje oko Jopića špilje este o arie protejată (sit de importanță comunitară — SCI) din Croația întinsă pe o suprafață de 223,31 ha, integral pe uscat.

## Localizare
Centrul sitului Područje oko Jopića špilje este situat la coordonatele 45°18′02″N 15°35′37″E / 45.300596°N 15.593651°E.

## Înființare
Situl Područje oko Jopića špilje a fost declarat sit de importanță comunitară în iulie 2013 pentru a proteja 5 specii de animale.

## Biodiversitate
Situată în ecoregiunea continentală, aria protejată conține 2 habitate naturale: Peșteri inaccesibile publicului, Păduri ilirice de stejar și carpen (Erythronio-Carpinion).
La baza desemnării sitului se află mai multe specii protejate:
- mamifere (4): liliac cu picioare lungi (Myotis capaccinii), liliac cărămiziu (Myotis emarginatus), liliacul mare cu potcoavă (Rhinolophus ferrumequinum), liliacul mic cu potcoavă (Rhinolophus hipposideros)
- nevertebrate (1): Austropotamobius torrentium